# تشارلز أمبروز ستوري
تشارلز أمبروز ستوري (بالإنجليزية: Charles Ambrose Storey)‏ (1888-1968) مستشرق بريطاني. كانت مساهمته الأكثر شهرة في الأدب الفارسي بعنوان مسح ببليوغرافي بيولوجي، نُشر في خمسة مجلدات بين عامي 1927 و2004. وقد تصوره ستوري كنظير تاريخ الأدب العربي (بروكلمان). 